# Francisco Cortegoso
Francisco Cortegoso, conocido también como Fran Cortegoso y por su pseudónimo Frank Euner (Pontevedra, 1985-ibídem, 5 de octubre de 2016) fue un poeta español en lengua gallega.

## Biografía
Licenciado en Filología Gallega,  se dio a conocer con Ningún home, una colección de poemas publicada en la Revista das Letras (Galicia Hoxe) en 2008 en los que "ya asomaba 'Suicidas". Se incorporó con fuerza al panorama literario gallego. Su obra, que se puede encontrar en volúmenes colectivos y revistas continuó después con Carta ao poeta español (libro inédito al tiempo de su fallecimiento, que surge como diálogo con la obra de Leopoldo María Panero aunque algunos poemas fueron publicados en la revista Grial), Memorial e danza (editado por Espiral Maior, 2013), poemario con el que fue galardonado con el Premio Pérez Parallé y Suicidas (Chan de Pólvora, 2016) que vio la luz en las librerías el mismo día de su fallecimiento.